# هومبرتو د ارایو بنونوتو
هومبرتو د ارایو بنونوتو (انگلیسی: Humberto de Araújo Benevenuto؛ زادهٔ ۴ اوت ۱۹۰۳) یک بازیکن فوتبال اهل برزیل است.
وی همچنین در تیم ملی فوتبال برزیل بازی کرده‌است.